# Brutoloon
Het brutoloon is het loon dat de werknemer verdient bij zijn werkgever. Van dit loon worden veelal sociale premies (in België RSZ genoemd) en belastingen ingehouden, wat resulteert in het nettoloon.

## Samenstelling
Het brutoloon omvat verschillende componenten, waaronder het basisloon zoals afgesproken in de arbeidsovereenkomst, eventuele toeslagen zoals ploegentoeslag, nachttoeslag of overwerkvergoeding, vakantiegeld en eindejaarspremies (indien van toepassing), commissies en bonussen, en extralegale voordelen zoals maaltijdcheques en verzekeringen (deels).

## Aftrekposten
Van het brutoloon worden doorgaans de volgende inhoudingen gedaan:
- Sociale premies – In België worden deze bijdragen geïnd door de Rijksdienst voor Sociale Zekerheid (RSZ)[1], terwijl in Nederland de premies worden beheerd door instanties zoals de Belastingdienst.[2]

- Loonbelasting – Deze belasting wordt ingehouden op het loon van de werknemer en door de werkgever afgedragen aan de overheid.

Na aftrek van deze bedragen blijft het nettoloon over, dat de werknemer daadwerkelijk op zijn bankrekening ontvangt.

## Verschillen per land
De hoogte van de inhoudingen verschilt per land en hangt af van factoren zoals het belastingstelsel, sociale zekerheidsbijdragen en eventuele fiscale voordelen. In sommige landen zijn er extra heffingen of kortingen afhankelijk van de gezinssituatie, leeftijd of sector waarin men werkt.